# Roxbury Heritage State Park
Der Roxbury Heritage State Park ist ein als Geschichtsmuseum konzipierter State Park im ältesten Teil des Bostoner Stadtteils Roxbury im Bundesstaat Massachusetts der Vereinigten Staaten. Der ca. 2 Acres (1 ha) große Park wird vom Department of Conservation and Recreation (DCR) verwaltet und ist Teil des Metropolitan Park System of Greater Boston.

## Beschreibung

### Geschichtlicher Hintergrund
Das Gelände liegt im Norden des Stadtteils am John Eliot Square, wo sich nach der Stadtgründung im Jahr 1630 das Stadtzentrum befand. Ankerpunkt des Parks ist das 1750 errichtete Dillaway–Thomas House, das als das älteste noch stehende Gebäude in Roxbury gilt. Das in georgianischer Architektur errichtete Gebäude wurde ursprünglich als Pfarrhaus für Oliver Peabody errichtet, der im Jahr 1750 Pastor der First Church of Roxbury war. Es diente im Jahr 1775 während der Belagerung von Boston als Hauptquartier für General John Thomas und die Kontinentalarmee.
Im Jahr 1776 wurden Kanonen aus dem Fort Ticonderoga in New York von Henry Fox nach Cambridge transportiert, von wo aus sie über Roxbury weiter zur Befestigung von Dorchester Heights gebracht wurden. Dort wurden sie dazu verwendet, die britischen Truppen am 17. März 1776 zur Evakuierung von Boston zu zwingen. Im Park wurde im Jahr 2009 ein Gedenkstein platziert, der an die Rolle von General Thomas bei der Beendigung der Belagerung von Boston erinnert. Der Gedenkstein trägt die Nummer 57 einer Reihe von Steinen, die als Henry Knox Trail an den Noble train of artillery erinnern, und war zugleich der erste und bislang einzige, der seit 1927 hinzugefügt wurde.

### Restaurierung
Eine erste Restaurierung wurde in den 1930er Jahren von einem Denkmalschützer durchgeführt, der jedoch im Bemühen, die Geschichte etwas auszuschmücken, einige ungenaue bzw. fehlerhafte Korrekturen vornahm. Nach zwei Bränden in den 1970er Jahren stellte 1984 ein ehemaliger Einwohner von Roxbury erfolgreich den Antrag, das Haus mit öffentlichen Mitteln erneut zu restaurieren und als Schutzgebiet auszuweisen. Das Gebäude wurde daraufhin umfassend restauriert, wobei einige Stellen unangetastet blieben, um im Rahmen einer physischen Zeitlinie seine Entwicklung über zwei Jahrhunderte hinweg darzustellen. Die Arbeiten wurden 1992 abgeschlossen. Im Inneren wurde ein Museum mit Ausstellungsstücken eingerichtet, die sowohl die ältere als auch jüngere Vergangenheit von Roxbury sowie seiner Einwohner und Kulturen widerspiegeln.

### Sonstiges
Zum Schutzgebiet gehört auch ein ca. 4000 m² großer Landschaftspark um das Gebäude, von dem aus die Skyline von Boston gut zu sehen ist.